# 日産・YDエンジン
日産・YDエンジンとは、CD型エンジン後継として日産自動車が1998年（平成10年）から生産している自動車用直列4気筒・直噴ディーゼルエンジンである。すべてNEO Di・DOHCである。
通常は超拡散燃焼であるディーゼルエンジンに予混合燃焼技術を取り入れた、日産独自の低温予混合燃焼であるMK燃焼を実用化した最初のエンジンである。大量のEGRで燃焼温度を低下げ、穏やかに燃焼させることでNOxの発生を抑え、これによるPMの増加を予混合燃焼化（黄色い炎の発生を抑え、青い炎で完全燃焼させる）の促進により回避することにより、これまでトレードオフの関係にあった NOxとPMの同時低減を可能とした。
また、燃焼初期の緩やかな熱発生により、燃焼騒音（着火遅れによるディーゼルノック）も大幅に低減している。
当エンジンを基にガソリンエンジンのQRエンジンが開発、製造された。
日本国内向けは1998年（平成10年）6月に発売された初代プレサージュに先行搭載されたが、排出ガス規制強化に伴いごく短期間で搭載車が一時消滅、2012年（平成24年）6月、キャラバンのモデルチェンジに伴い大幅改良のうえ再登板となった。
平成30年排出ガス規制およびポスト新長期規制に適合しないため生産を終了し、ディーゼルエンジンの国内生産から撤退する。

## バリエーション

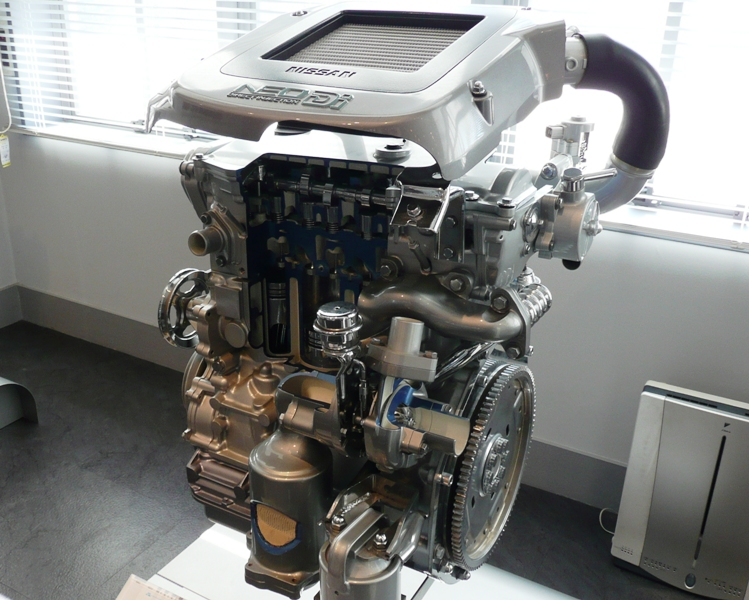
YD25DDTi型

### YD22系 2,184 cc

#### YD22DD
- ボッシュ分配型直噴
- 出力:79 PS (58 kW)/4,000 rpm・16.0 kgm (157 Nm)/2,000 rpm
- 内径×行程:86.0 mm×92.0 mm

#### YD22DDTi
- コモンレール噴射・インタークーラーターボ
- 出力:136 PS (100 kW)/4,000 rpm・32.0 kgm (314 Nm)/2,000 rpm
- 内径×行程:86.0 mm×92.0 mm

### YD25系 2,488 cc

#### YD25DDTi
- 直噴インタークーラーターボ
- 出力

190 PS (140kW)/4,000 rpm　45.9 kgm (450 Nm)/1,400 - 3,200 rpm (テラ)
150 PS (110kW)/4,000 rpm　28.5 kgm (275 Nm)/1,800 rpm
129 PS (95kW)/3,200 rpm　36.3 kgm (356 Nm)/1,400 - 2,000 rpm　(NV350キャラバン)
- 内径×行程:89.0 mm×100.0 mm

## 搭載車種
- YD22DD
  - AD/スバル・レオーネバン/マツダ・ファミリアバン（Y11型系）1999年6月 - 2004年5月（レオーネバンは2001年まで）
  - エキスパート（W11型系）1999年6月 - 2005年12月
  - サニー(B15)1999年9月 - 2002年5月
- YD22DDTi
  - エクストレイル（T30型系欧州仕様）2003年 -
- YD25DDTi
  - プレサージュ（U30型系）1998年6月 - 2001年8月
  - バサラ（JU30型系）1999年11月 - 2001年8月
  - セレナ（C24型系）1999年6月 - 2001年12月
  - フロンティア（D22型系）2000年 -
  - パスファインダー（R51型系）2004年 -
  - ナバラ（D40型系）2004年 -
  - アトラス/キャブスター（F24型系）2006年 -
  - ムラーノ（Z51型系）2010年 -
  - NV350キャラバン/NV350アーバン（E26型系）2012年 - 2022年3月
    - いすゞ・コモ（E26）2012年 - 2022年3月
    - 三菱ふそう・キャンターバン（E26）2014年 - 2022年

  - NP300ナバラ（D23型系）2014年 -
  - テラ (D23型系) 2018年 -